# Dornier Merkur
Le Dornier Merkur, également désigné Do B, était un avion de transport monomoteur allemand.

## Histoire
Le Dornier Merkur est directement basé sur le Dornier Komet III, dont le principal point faible était la faible puissance du moteur en raison des restrictions du Traité de Versailles. Son prototype était le Dornier Komet III, immatriculé D-815, dans lequel un moteur BMW VI, plus puissant que le Rolls-Royce Eagle d'origine, avait été installé avec une puissance de démarrage de 600 ch. En raison du poids plus élevé du moteur et de performances supérieures, des renforts sur la cellule deviennent nécessaires. Au lieu du refroidisseur avant, un refroidisseur ventral est utilisé. La cellule pouvait accueillir six passagers dans une pièce fermée et deux membres d'équipage dans le cockpit ouvert. 
Le premier vol a lieu le 10 février 1925.
Les 24 et 29 juin 1926, un Merkur piloté par Walter Mittelholzer et Georg Zinsmaier établit sept records du monde.
Mittelholzer a équipé le Merkur CH-171 de flotteurs pour une expédition africaine. La coque a reçu un salon et une chambre pour un équipage de quatre personnes. L'aéronef, nommé « Switzerland », décolle le 17 décembre 1926 de Zurich. Après 78 jours, une distance totale de 20 000 km et un temps de vol de 97,5 h, il atterrit le 20 février 1927 à Cape Town .
Les avions suivants, équipées d'un BMW VI U, portent l'appellation Merkur II. Hormis leur longueur qui augmente de 40 cm et leur hauteur qui passe de 3,50 m à 3,60 m, leurs dimensions restent les mêmes que la version précédente. Leur puissance au décollage est augmentée à 750 ch et la masse en vol à 4100 kg, ce qui nécessite des renforts supplémentaires.
En 1927, Lufthansa inaugure avec un Merkur un vol de Tachkent à Kaboul au-dessus de l'Hindou Kouch et amène au premier vol de nuit régulier entre Berlin et Königsberg. Le principal client de cette machine était la Lufthansa avec 30 avions, mais le Deruluft, compagnie aérienne russo-allemande, utilisait également le Merkur pour ses vols vers Moscou.
Une machine immatriculé D-1087 est équipée en 1929 expérimentalement d'un Junker L-55 d'une puissance de 650 ch. Mais à cause du poids supérieur au BMW VI, cette expérience ne s'avère pas concluante et il est dé-modifié. Certains Dornier Merkur II reçoivent des cockpits fermés ce qui restreint la vue des pilotes.
Au total, 50 avions Merkur sont construits, avec des utilisations en Bolivie, au Brésil, au Chili, au Japon, en Colombie, en Suisse et en URSS.